# Sadove, Krîvîi Rih
Sadove (în ucraineană Садове) este un sat în comuna Krasine din raionul Krîvîi Rih, regiunea Dnipropetrovsk, Ucraina.

## Demografie
Componența lingvistică a localității Sadove
     Ucraineană (87,26%)
     Rusă (10,85%)
Conform recensământului din 2001, majoritatea populației localității Sadove era vorbitoare de ucraineană (87,26%), existând în minoritate și vorbitori de rusă (10,85%) și armeană (1,89%).